# ダウンタウン・シャドー
『ダウンタウン・シャドー』（神偸諜影、英語題：Downtown Torpedoes）は、1997年の香港映画。香港公安局から英国情報部への潜入を命じられた産業スパイを描いたスパイ映画。香港版『ミッション:インポッシブル』『スパイ大作戦』と言われた。
第17回香港電影金像奨にて、助演女優（テレサ・リー）・新人俳優（ケン・ウォン）・撮影・編集・美術・衣装・アクション設計・作曲・音響の9部門にノミネートされ、最優秀アクション設計賞（トン・ワイ）を受賞した。
日本では1998年6月20日から銀座テアトル西友（現・銀座テアトルシネマ）にてレイトショー公開された。

## キャスト
| 役名               | 俳優               | 日本語吹き替え | 日本語吹き替え | 日本語吹き替え |
| 役名               | 俳優               | ソフト版       | テレビ東京版   |                |
| ------------------ | ------------------ | -------------- | -------------- | -------------- |
| ジャッカル         | 金城武             | 宮本充         | 小杉十郎太     |                |
| キャッシュ         | チャン・シウチョン | 小野健一       | 牛山茂         |                |
| サマンサ           | チャーリー・ヤン   | 冬馬由美       | 山像かおり     |                |
| タイタン           | ケン・ウォン       | 高瀬右光       |                |                |
| フェニックス       | テレサ・リー       |                |                |                |
| スタンリー・ウォン | アレックス・フォン | 家中宏         |                |                |

- ソフト版その他の声の吹き替え：有本欽隆／石波義人／伊藤和晃／相沢まさき／星野充昭／柳沢栄治／筒井巧／鳥畑洋人／木藤聡子／樋浦茜子
- テレビ東京版 - 初放送1999年11月25日 『木曜洋画劇場』